# رهبر امارت اسلامی افغانستان
رهبر افغانستان، با نام رسمی رهبر امارت اسلامی افغانستان، رئیس، امیر و شخص اول افغانستان و امیر طالبان است.

## تاریخچه
این دفتر برای اولین بار توسط ملا محمد عمر تأسیس شد، که ابتدا در سال ۱۹۹۴ طالبان و بعداً در سال ۱۹۹۶ امارت اسلامی افغانستان را تأسیس کرد. عمر در ۴ آوریل ۱۹۹۶ ردای محمد را از حرم «خرقه شریف» برداشت و آن را در مقابل جمعیت زیادی از پیروانش به نمایش گذاشت. این عمل نمادین معمولاً یک نقطه کلیدی در ظهور طالبان، و در ظهور خود عمر، در نظر گرفته شده؛ امری که عمر را با اشخاصی مانند احمد شاه درانی و پیامبر اسلام محمد پیوند داد. در حالی که عمر ردا را در دست داشت، جمعیت شروع به فریاد «امیرالمؤمنین» کردند،عنوانی که ایمن الظواهری، رهبر القاعده، گاهی اوقات برای اشاره به عمر استفاده می‌کرد. از این رو پیروان عمر در قندهار به او این عنوان را دادند.
امیرالمؤمنین در واقع یک موقعیت دولتی نبود بلکه صرفاً یک عنوان مذهبی و افتخاری بود. پس از آنکه طالبان کابل را در سال ۱۹۹۶ تسخیر کردند، «شورای عالی افغانستان» تشکیل شد و عمر به عنوان رئیس شورا در ۲۷ سپتامبر ۱۹۹۶ اعلام شد؛ در این ظرفیت، عمر عملاً به عنوان رئیس کشور منصوب شد. پس از حمله ایالات متحده به افغانستان که در ۲۰۰۱، عمر عزل شد و دفتر رئیس شورای عالی توسط ریاست جمهوری جایگزین شد. با این اوصاف، همه رهبران طالبان تاکنون این عنوان را استفاده کرده‌اند.
پس از خروج آمریکا از افغانستان هجومی گسترده از سوی طالبان آغاز شد که به فروپاشی دولت افغانستان انجامید. طالبان امارات اسلامی را در ۱۵ اوت ۲۰۲۱ بازسازی کردند و رهبر طالبان هبت‌الله آخندزاده رئیس جدید دولت شد.

## گزینش
بر اساس پیش نویس قانون اساسی اولین امارت اسلامی افغانستان، رئیس دولت توسط یک شورای اسلامی
 انتخاب می‌شود و عنوان «امیرالمؤمنین» را حفظ می‌کند.

## قدرت و وظایف
زیر نظر محمد عمر، امیرالمؤمنین قدرت مطلق را داشت و تفسیر طالبان از شریعت اسلامی به‌طور کامل به تصمیم او وابسته بود.
دقیقاً مشخص نیست که نقش فعلی این متصدی چه است، اما تحت پیش نویس قانون اساسی اولین امارت اسلامی، امیرالمؤمنین قضات را در دیوان عالی کشور تعیین می‌کند.

## فهرست رهبران
| تعداد | تصویر | نام                                              | موقعیت                                | مدت دفتر        | مدت دفتر      | مدت دفتر        | منبع   |
| تعداد | تصویر | نام                                              | موقعیت                                | شروع کار        | پایان کار     | زمان در دفتر    | منبع   |
| ----- | ----- | ------------------------------------------------ | ------------------------------------- | --------------- | ------------- | --------------- | ------ |
| ۱     |       | امیرالمؤمنین ملا محمد عمر (۱۹۶۰–۲۰۱۳)            | رئیس شورای عالی افغانستان (۱۹۹۶–۲۰۰۱) | ۲۷ سپتامبر ۱۹۹۶ | ۲۳ آوریل ۲۰۱۳ | ۱۶ سال، ۲۰۸ روز | [ ۱۵ ] |
| ۲     |       | امیرالمؤمنین ملا اختر منصور (۱۹۶۸–۲۰۱۶)          | امیرالمؤمنین                          | ۲۹ ژوئیه ۲۰۱۵   | ۲۱ مه ۲۰۱۶    | ۲۹۷ روز         | [ ۱۵ ] |
| ۳     |       | امیرالمؤمنین مولوی هبت‌الله آخندزاده (متولد ۱۹۶۱) | رهبر امارت اسلامی افغانستان           | ۲۵ مه ۲۰۱۶      | متصدی         | ۸ سال، ۳۳۶ روز  | [ ۱۶ ] |